# Monaster Ławryszewski
Monaster Ławryszewski – prawosławny męski klasztor między miejscowościami Ławryszewo i Gniesicze, nad Niemnem, w jurysdykcji eparchii nowogródzkiej Egzarchatu Białoruskiego. Między II połową XIII w. a 1530, gdy został zniszczony w czasie tatarskiego najazdu, był to jeden z najważniejszych prawosławnych ośrodków życia monastycznego na ziemi nowogródzkiej. Od połowy XVII w. do 1836 był to klasztor unicki. Następnie został zamknięty, a jego cerkiew przekształcona w świątynię parafialną.
Klasztor został reaktywowany w 1911, jednak już kilka lat później, po rewolucji październikowej, został zamknięty ponownie. W 1993 rozpoczęta została odbudowa zniszczonego obiektu sakralnego, a w 2007 monaster otwarto ponownie.

## Historia

### Pierwsza wspólnota monastyczna
Życie monastyczne w miejscu, gdzie współcześnie (początek XXI w.) funkcjonuje wspólnota, zainicjował najpóźniej w 1223 mnich Elizeusz. Elizeusz, razem ze swoimi uczniami, zbudował nad Niemnem pierwsze cerkwie św. Eliasza i Wniebowstąpienia Pańskiego, jak również wzniósł drewniane budynki mieszkalne dla mnichów. W 1250 Elizeusz został zamordowany przez posłusznika. Jedenaście lub dwanaście lat później nowy monaster nad Niemnem założył książę Wojsiełk, będący już wówczas prawosławnym mnichem. Klasztor stał się ważnym ośrodkiem kulturalnym i przyczynił się do umacniania prawosławia na ziemi nowogródzkiej. W XIV w. był to jeden z największych monasterów na zachodnich ziemiach ruskich i litewskich. W następnym stuleciu Monaster Ławryszewski zaliczał się do najważniejszych ośrodków życia mniszego w eparchii turowsko-pińskiej.
Szczególnym kultem otaczano w nim Elizeusza Ławryszewskiego; jego relikwie były wystawione dla kultu w głównej cerkwi klasztornej. W 1514 Elizeusz został oficjalnie kanonizowany. Źródłem utrzymania monasteru były nadania ziemskie otrzymane w pierwszym stuleciu istnienia wspólnoty. Wielki książę Witold nadał mnichom prawo do pozyskiwania drewna z Puszczy Nalibockiej i Niehniewickiej. W 1521 klasztor otrzymał dwie włóki sianożęci od Onufrego Witonizskiego. W 1522 Zygmunt Stary nadał prawo prezenty przełożonych Monasteru Ławryszewskiego Teodorowi Chreptowiczowi. Wspólnota zgromadziła bogatą bibliotekę.
Monaster Ławryszewski przetrwał najazd tatarski na ziemię nowogródzką w 1508, jednak w czasie kolejnego ataku w 1530 został całkowicie zniszczony. Wtedy zaginęły relikwie Elizeusza Ławryszewskiego i większość cennego wyposażenia klasztornych świątyń.

### Klasztory w Ławryszewie między XVI a XIX w.
Monaster został odbudowany w 1550 na terenie wsi Ławryszewo; miejsce po dawnym klasztorze zarósł bowiem las sosnowy. Klasztor ten funkcjonował do II połowy XVII w., gdy został odebrany Kościołowi prawosławnemu i znalazł się w jurysdykcji Kościoła unickiego. Kolejny monaster, unicki, został w tym samym miejscu założony pod koniec XVIII w. i funkcjonował do 1836. Został wtedy zlikwidowany, a jego główna cerkiew – przekształcona w świątynię parafialną. Po 1839 była to świątynia prawosławna.

### XX–XXI wiek
W 1911 hrabia Konstantin Chrieptowicz-Butieniew ufundował w swoim majątku w Ławryszewie monaster, którego pierwszym przełożonym został hieromnich Warłaam. W nowym klasztorze powstała cerkiew św. Elizeusza Ławryszewskiego, którą 27 lipca 1913 poświęcił biskup miński i turowski Mitrofan. Klasztor został zamknięty po rewolucji październikowej. Dopiero w końcu XX wieku rozpoczęto jego odbudowę. W 1993 arcybiskup białostocki i gdański Sawa oraz biskup nowogródzki i lidzki Konstantyn poświęcili pamiątkowy krzyż na miejscu dawnego klasztoru.
Wspólnota monastyczna została formalnie reaktywowana w 2007. W planach Egzarchatu Białoruskiego monaster będzie przeznaczony dla 60 mnichów, zaś w klasztornym kompleksie powstanie nowy sobór i mniejsza cerkiew. W 2009 na terenie klasztoru wzniesiono pomnik Elizeusza Ławryszewskiego.

## Rękopisy powstałe w Monasterze Ławryszewskim

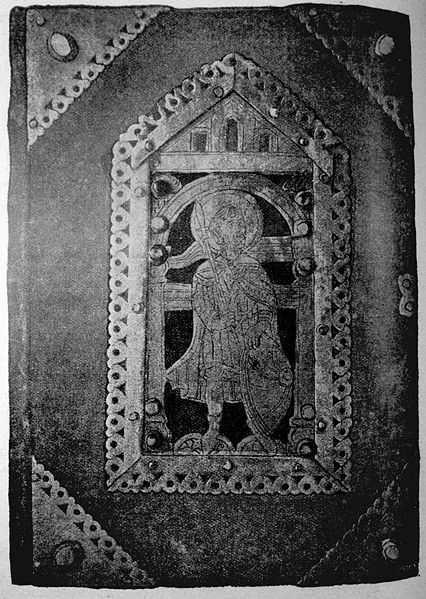
Ewangeliarz Ławryszewski

Z końca XIII lub początku XIV w. pochodzi wykonany w Monasterze Ewangeliarz ławryszewski. Zawiera on teksty Ewangelii do czytania w czasie nabożeństw oraz teksty Ewangelii ułożone w porządku roku liturgicznego. W dziele zawarto także kilka śpiewanych kanonów w języku cerkiewnosłowiańskim, oparte na hymnografii bizantyńskiej. Ewangeliarz oprawiony jest w bogato zdobione okładki wykonane na początku XVI w. z okazji kanonizacji Elizeusza Ławryszewskiego. W tym samym monasterze w XVI w. grupa kopistów pod kierunkiem hierodiakona Joachima opracowała Prolog – zbiór żywotów świętych, pouczeń i budujących opowieści o świętych, wzorowany na greckich menologiach i synaksariach.